# إيه سي ميلان موسم 2025–26
موسم 2025–26 هو الموسم الـ127 في تاريخ نادي ميلان، والموسم الـ92 للنادي في الدوري الإيطالي. بالإضافة إلى الدوري المحلي، سيشارك ميلان أيضًا في كأس إيطاليا وكأس السوبر الإيطالي.